# Des illusions
Des illusions è un film del 2009 diretto da Étienne Faure.

## Trama
Un giovane scrittore decide di scrivere il suo nuovo romanzo in un'isola del Mediterraneo, luogo emblematico del movimento hippie degli anni '60.